# Crom Dubh
Crom Dubh o Crum-dubh ("negro y torcido") en gaélico escocés e irlandés, era un dios céltico, y apareció en las aventuras de Brian McFebal, libro II, p49. Pudo haber sido una cierta clase de megalito.
Como el Di-Dòmhnaich crum-dubh ("Domingo de Crom Dubh") se conoce en Irlanda al primer domingo de agosto, aún que en Lochaber se aplica a la Pascua. Aparece en el refrán escocés:
Di-Dòmhnaich crum-dubh, plaoisgidh mi an t-ùbh.
"negro y torcido domingo, descascararé el huevo."
El origen exacto de este refrán es desconocido, pero hay una cierta evidencia de que Crom Dubh era una deidad relacionado con la fertilidad. En épocas posteriores, sería considerado un dios maligno cuando el cristianismo al expandirse a través de Europa, demoniza y proclamara la malignidad de todas las deidades paganas para suprimir de esta manera su veneración. El elemento "dubh" (negro) tenía connotaciones que sonaban siniestras, y se cree generalmente pueda ser una gran parte de una asociación eventual, y ciertamente la naturaleza considerada muchas veces sinónima de las palabras "mal" y "negro" a través de toda la cultura occidental.
Puede haber una conexión etimológica con el crómlech, un término del origen bretón. Ambos contienen el elemento "Crom" que es un término celta que significa "doblado", pero pueden tener cierta clase de significado anterior. Se sabe que Samhain, la celebración céltica de la cosecha conducida alguna vez alrededor de noviembre, era una parte importante del año para los adoradores de Crom Dubh, quienes creían que él era quien traía las buenas cosechas. Por lo cual era representado generalmente con una celemín de trigo u de otro alimento sobre su espalda y "doblado" aparentemente este es el origen de su descripción con la postura inclinado, adaptado por años de cosechar los campos y llevar la cosecha sobre su espalda.

## Crom Dubh en la Literatura
Crom Dubh ha sido representado en las Crónicas de Warlord de Bernard Cornwell en El Rey del Invierno y El Enemigo de Dios. Aquí Crom Dubh es descrito como un maligno y malevolente Dios irlandés que es traído a la Gran Bretaña post-romana por el Rey Dyrnwych. Crom Dubh era descrito como un Dios lisiado y oscuro.
- Datos: Q2879763